# Remleria tetraspora
Remleria tetraspora är en svampart som först beskrevs av K.S. Thind & M.P. Sharma, och fick sitt nu gällande namn av Raitv. 2004. Remleria tetraspora ingår i släktet Remleria och familjen Hyaloscyphaceae.   Inga underarter finns listade i Catalogue of Life.